# Henry Tenckhoff
Henry Tenckhoff (* 1930 in Bergisch Gladbach; † März 2017 in Seattle) war ein deutsch-amerikanischer Nephrologe.

## Leben
Tenckhoff studierte Medizin an der Universität Köln, wo er 1955 sein Examen ablegte. 1964 wechselte er in die USA an die University of Washington in Seattle.

## Wirken
In Seattle entwickelte er 1968 den nach ihm benannten Dialysekatheter für die Peritonealdialyse, welcher mit zwei Muffen getunnelt unter der Haut verläuft und dadurch das Risiko katheterbedingter Entzündungen deutlich verringert. Der Katheter wurde mit einem von ihm entwickelten Trokar eingebracht. Später war Tenckhoff an der Entwicklung automatisierter (Heim-)Peritonealdialyseverfahren beteiligt, unter anderem entwickelte er auch ein Wasseraufbereitungssystem für die Heimdialyse.
In Fachkreisen wurde er als „Vater der chronischen Peritonealdialyse“ bezeichnet.